# Округ Ајова (Ајова)
Ајова (енгл. Iowa County) је округ у америчкој савезној држави Ајова.

## Демографија
По попису из 2010. године број становника је 16.355, што је 684 (4,4%) становника више него 2000. године.
| Група             | 2000.          | 2010.          |
| Белци             | 15.390 (98,2%) | 15.818 (96,7%) |
| Афроамериканци    | 27 (0,2%)      | 57 (0,3%)      |
| Азијати           | 47 (0,3%)      | 56 (0,3%)      |
| Хиспаноамериканци | 152 (1,0%)     | 307 (1,9%)     |
| Укупно            | 15.671         | 16.355         |